# 弗朗兹·莱哈尔
弗朗兹·莱哈尔（德語：Franz Lehár，1870年4月30日—1948年10月24日）是一位匈牙利血统的奥地利作曲家。匈牙利名为Lehár Ferenc。
莱哈尔曾在布拉格音乐学院学习，在德沃夏克鼓励下开始作曲。他的音乐生涯始于军队乐队长，后来才在定居地维也纳投入其轻歌剧创作生涯。
他的轻歌剧《风流寡妇》获得世界性的胜利，连同时代的古斯塔夫·马勒都十分喜爱这部作品。其他較著名的作品有《卢森堡公爵》、《微笑的大地》、《帕格尼尼》和《沙皇太子》。他的大部分男高音咏叹调是写给理查德·陶伯的。
轻歌剧的成功使他获得大量财富，他购买了维也纳的史肯耐德小皇宫，仆人簇拥。他在遗嘱中写道，他的大部分财产和他的房子将会捐给他的出生地Bad Ischl和帮助穷困的艺术家。
莱哈尔和爱默里希·卡尔曼是两战期间所谓的“银色”维也纳轻歌剧时代的开启者。

## 作品

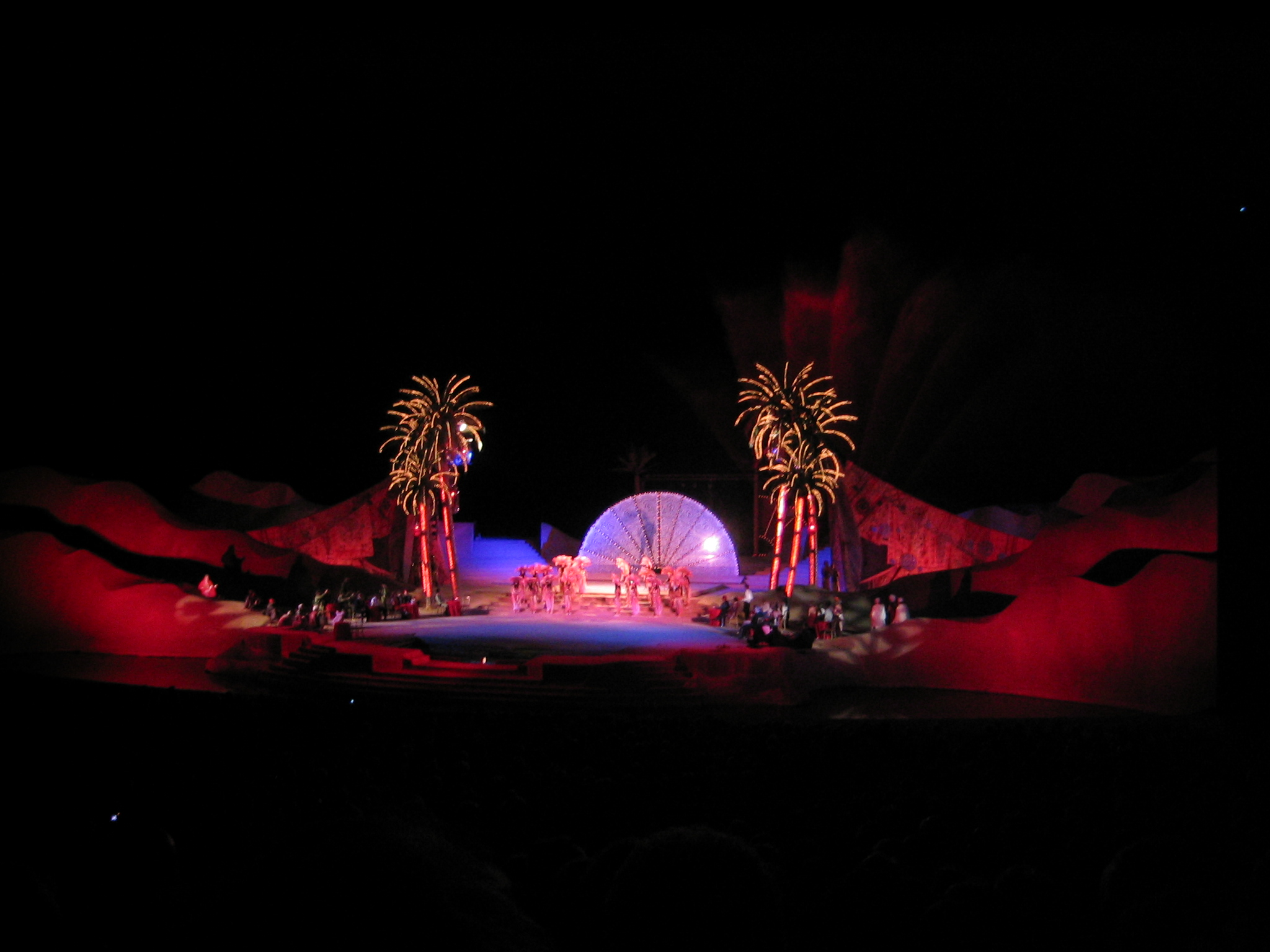
骄迪他的演出2003年

- 《维也纳的女士们》，轻歌剧，1902年11月21日维也纳河剧院，维也纳
- 《金属网织工》，轻歌剧，1902年，12月20日，维也纳卡尔剧院
- 《天神丈夫》，轻歌剧，1904年1月20日，维也纳卡尔剧院
- 《诙谐婚姻》，轻歌剧，1904年12月21日维也纳河剧院
- 《风流寡妇》，轻歌剧，1905年12月30日，维也纳河剧院
- 《领主之子》，轻歌剧，1909年10月7日维也纳约翰施特劳斯剧院
- 《卢森堡伯爵》，轻歌剧，1909年11月12日维也纳河剧院
- 《茨冈人的爱情》，轻歌剧，1910年1月8日，维也纳卡尔剧院
- 《埃娃》，轻歌剧，1911年11月24日维也纳河剧院
- 《终于落得清静》，轻歌剧，1914年1月30日维也纳河剧院
- 《云雀放歌之处》，轻歌剧，1918年2月1日布达佩斯皇家歌剧院
- 《蓝色马祖卡》，轻歌剧，1920年5月28日维也纳河剧院
- 《弗拉斯吉塔》，轻歌剧，1922年3月12日，维也纳河剧院
- 《帕格尼尼》，轻歌剧，1925年10月30日维也纳约翰·施特劳斯剧院
- 《沙皇太子》，轻歌剧，1926年2月26日柏林首都剧院
- 《弗里德里克》，轻歌剧，1928年10月4日柏林首都剧院
- 《微笑之国》，轻歌剧，1929年10月10日柏林首都剧院
- 《世界真奇妙》，轻歌剧，1930年12月3日柏林首都剧院
- 《骄迪他》，轻歌剧，1934年1月20日维也纳国家歌剧院